# Антонио Кабрини
Антонио Кабрини (итал. Antonio Cabrini; 8. октобар 1957) бивши је италијански фудбалер. 

## Каријера
У првенствима Италије одиграо је 416 утакмица, постигао 38 голова (у Серији А 352 утакмице — 35 голова). Професионалну каријеру започео је у тиму Кремонезеа 1973. године. Две године касније прешао је у Аталанту. Од 1976. године, Кабрини се придружио Јувентусу, где је провео најбоље године у каријери. Само у Серији А одиграо је 297 утакмица за Јуве, у којима је постигао 33 гола. Са Старом дамом освојио је све своје титуле на клупском нивоу. То укључује 6 лигашких титула, два Купа Италије. Један је од ретких играча који су у каријери освојили Куп европских шампиона, Куп УЕФА и Куп победника купова, као и УЕФА суперкуп и Интерконтинентални куп. Последње две сезоне у каријери провео у Болоњи.
За  репрезентацију Италије одиграо 73 утакмице, постигао 9 голова, а на 10 мечева је са капитенском траком извео тим на терен. Светски шампион 1982, промашио је пенал у финалној утакмици. Учествовао је и на Светском првенству 1978. и 1986. и Европском првенству 1980. године. Играо је у стартној постави репрезентације Италије на три узастопна светска првенства, одигравши укупно 18 мечева у завршним фазама.
Дана 28. маја 1991. године у Кремони је одржана Кабринијева опроштајна утакмица у којој је репрезентација Италије из 1982. победила репрезентацију света резултатом 7:5.
По завршетку фудбалске каријере радио је као тренер. Радио је са италијанским тимовима у нижим лигама, као и са репрезентацијом Сирије у периоду 2007-2008. Од 2012. до 2017. био је селектор Женске фудбалске репрезентације Италије.

## Успеси

#### Клуб
Јувентус
- Серија А: 1976/77, 1977/78, 1980/81, 1981/82, 1983/84, 1985/86.
- Куп Италије: 1978/79, 1982/83.
- Куп европских шампиона: 1984/85.
- Интерконтинентални куп: 1985.
- Куп УЕФА: 1976/77.
- Куп победника купова: 1983/84.
- Суперкуп Европе: 1984.

### Репрезентација
Италија
- Светско првенство: 1982.

### Индивидуално
- Награда за најбољег младог играча ФИФА Светског првенства: 1978.